# کانیون ریم
کانیون ریم (به انگلیسی: Canyon Rim) یک منطقهٔ مسکونی در ایالات متحده آمریکا است که در شهرستان سالت‌لیک، یوتا واقع شده‌است. کانیون ریم ۵٫۴ کیلومتر مربع مساحت و ۱۰٬۴۲۸ نفر جمعیت دارد و ۱٬۴۰۷ متر بالاتر از سطح دریا واقع شده‌است.